# Aborto na Albânia
O aborto na Albânia foi totalmente legalizado até a décima segunda semana de gravidez em 7 de dezembro de 1995.  As mulheres que desejarem abortar devem ser submetidas a aconselhamento por uma semana antes do procedimento. Os hospitais que realizam abortos não são autorizados de divulgar informações sobre quaisquer mulheres que tenham sido internadas.
Durante o governo de Enver Hoxha (1941 - 1985) o aborto era extremamente restrito, o que levava as mulheres a abortarem ilegalmente. Por isso, o país teve a segunda maior taxa de mortalidade materna da Europa, estimou-se que metade das gestações não fossem concluídas. As mulheres que eram descobertas ao abortar sua gravidez eram punidas pelo Partido Comunista por meio de trabalho forçado e um programa de re-educação.
Em 1989, o aborto foi legalizado em casos de estupro e incesto ou para adolescentes de até 16 anos. Em 1991, o aborto foi autorizado para outras situações caso o médico considerasse que essa era a melhor opção. A lei de 1995 sobrepôs todas as anteriores e permitiu o aborto livremente.